# Witham (flod)
 For alternative betydninger, se Witham (flertydig). (Se også artikler, som begynder med Witham)
Witham er en flod, der stort set udelukkende løb i Lincolnshire i det østlige England. Det starter syd for Grantham tæt ved South Witham og løber igennem Grantham centrum (hvor den kan følges på stier igennem Wyndham Park og Queen Elizabeth Park), herefter løber den igennem Lincoln og Boston for at løbe ud i The Haven, der er en del af The Wash, nær RSPB Frampton Marsh. Navnet "Witham" er tilsyneladende meget gammelt, og er af ukendt oprindelse.
Arkæologiske fund viser, at floden har været vigtig fra jernalderen og fremefter. Disse fund tæller bl.a. Fiskerton stammebåd og Witham-skjoldet. Fra romernes periode i Storbritannien var det muligt at sejle på floden op til Lincoln, hvorfra kanalen Foss Dyke blev gravet for at give forbindelse til floden Trent. Flodens udmunding flere flyttet efter 1014 grundet store oversvømmelser, hvorefter Bston blev en vigtig havn.